# Ofelia (personaj)
Ofelia este un personaj fictiv în drama scrisă de către William Shakespeare, Hamlet.
1. ↑  Hamlet, Prince of Denmark[*] Verificați valoarea |titlelink= (ajutor)